# Hypogastrura hatiparae
Hypogastrura hatiparae är en urinsektsart som beskrevs av Babenko in Babenko, Chernova, Potapov och Sophya K. Stebaeva 1994. Hypogastrura hatiparae ingår i släktet Hypogastrura och familjen Hypogastruridae. Inga underarter finns listade i Catalogue of Life.